# Llista de les banderes d'Armènia
Aquesta és una llista que conté les diferents banderes que s'utilitzen o s'han utilitzat a Armènia.

## Bandera nacional
| Bandera           | Data                | Ús               | Descripció |
| ----------------- | ------------------- | ---------------- | --- |
| Bandera d'Armènia | 1918, 1990–avui dia | Bandera nacional | Tricolor horitzontal de vermell, blau i carabassa. Fou adoptada el 1918, durant el primer període d'independència, tot i que durant aquest període les proporcions eren de 2:3. Fou restaurada el 24 d'agost de 1990, després de l'extinció de la Unió Soviètica amb unes proporcions d'1:2. |

### Històriques
| Bandera                                                    | Data      | Ús                                                              | Descripció |
| ---------------------------------------------------------- | --------- | --------------------------------------------------------------- | --- |
| Bandera de l'RSS d'Armènia                                 | 1952-1990 | República Socialista Soviètica d'Armènia.                       | La bandera és semblant a la de la Unió Soviètica però hi afegeix una franja horitzontal blava d'un quart d'amplada al mig. Va ser adoptada el 17 de desembre de 1952.                              |
| Bandera de l'RSS d'Armènia                                 | 1940–1952 | República Socialista Soviètica d'Armènia                        | Camp vermell carregat al quarter amb la falç i el martell sobre les sigles ՀՍՍՌ en armeni per Հայկական Սովետական Սոցիալիստական Ռեսպուբլիկա (República Socialista Soviètica d'Armènia) en groc.     |
| Bandera de l'RSS d'Armènia                                 | 1936–1940 | República Socialista Soviètica d'Armènia                        | Camp vermell carregat al quarter amb la falç i el martell sobre les sigles ՀԽՍՀ en armeni per Հայկական Խորհրդային Սոցիալիստական Հանրապետություն en groc.                                           |
| Bandera de la República Federal Soviètica de Transcaucàsia | 1922-1936 | República Federal Soviètica de Transcaucàsia                    | Camp vermell carregat al costat del pal d'un estel groc que conté la faç i el martell, al seu voltant les sigles ЗСФСР en rus per Закавказской Социалистической Федеративной Советской Республики. |
| Bandera del Ducat Bàltic Unit                              | 1922      | República Socialista Soviètica d'Armènia                        | Camp vermell carregat al quarter amb les inicials CCPA dins un rectangle tot en groc. |
| Bandera de la República Democràtica d'Armènia              | 1918–1920 | República Democràtica d'Armènia                                 | Tricolor horitzontal de vermell, blau i carabassa però de proporcions 2:3. |
| Bandera de la Rep. Dem. Federal Transcaucàsica             | 1918      | República Democràtica Federal de Transcaucàsia                  | Tres franges horitzontals de colors groc, vermell i negre. Proporcions 1:2. |
| Bandera de la República de Van                             | 1915–1918 | República de Van o Administració russa de l'Armènia occidental. | Tres franges de colors blanc, blau cel i vermell. |
|                                                            | 1562–1795 | Nissaga dels hasanjalàlides o Hasan-Jalalyan.                   | De camp vermell amb una creu llatina horitzontal en groc juntament amb la figura d'un lleó i un estel de sis puntes..                                                                              |
| Estendard del Principat de Khachen                         | 821-1600  | Estendard reial del Principat de Khachen                        | Camp vermell amb una creu blanca centrada |
| Estendard de la dinastia dels Rubènides                    | 1199-1375 | Regne Armeni de Cilícia dinastia dels Rubènides                 | Camp blanc amb un lleó rampant vermell, armat i lampassat de blau. |
| Estendard de la dinastia Hethumiana                        | 1073-1372 | Regne Armeni de Cilícia dinastia Hethumiana                     | Camp groc amb un lleó rampant vermell, armat i lampassat de blau. |
| Estendard de l'Armènia bagràtida                           | 884-1045  | Regne d'Armènia o Armènia bagràtida                             | Camp vermell amb la silueta en blanc d'un lleó passant sota amb una creu. |
| Estendard de la dinastia Artàxides                         |           | Dinastia Artàxides                                              | Camp vermell amb un sol de Vergina envoltat de dues àligues. |

## Personals
| Bandera                                   | Data          | Ús                                        | Descripció                                      |
| ----------------------------------------- | ------------- | ----------------------------------------- | ----------------------------------------------- |
| Bandera del president d'Armènia           | 1990–avui dia | Bandera presidencial                      | Bandera nacional amb l'escut d'armes al centre. |
| Bandera del Ministre de Defensa d'Estònia | 1990–avui dia | Bandera personal del Ministre de Defensa. |                                                 |

## Municipals
Relació de banderes de les capitals de les províncies armènies.
| Bandera            | Data          | Ús                                      | Descripció |
| ------------------ | ------------- | --------------------------------------- | --- |
|                    |               | Armavir (Província d'Armavir)           | |
| Bandera d'Artàxata |               | Artàxata (Província d'Ararat)           | Camp groc amb la silueta d'un castell en marró clar.                                                                 |
| Bandera d'Astarak  |               | Astarak (Província d'Aragatsotn)        | Camp vermell i carabassa amb un dibuix en blau i l'escut de la ciutat.                                               |
| Bandera d'Erevan   | 2004-avui dia | Erevan (Província d'Erevan)             | Camp blanc amb l'escut de la ciutat envoltat de dotze triangles vermells en un patró circular, tot sobre fons blanc. |
|                    |               | Gavar (Província de Guegharkunik)       | |
| Bandera de Gyumri  |               | Gyumri (Província de Xirak)             | Camp blanc amb una bordura groga, al centre una creu vermella carregada amb una pantera en groc, Proporcions 1:2.    |
|                    |               | Hrazdan (Província de Kotaiq)           | |
|                    |               | Idjevan (Província de Tavush)           | |
|                    |               | Ieghegnadzor (Província de Vaiots Dzor) | |
|                    |               | Kapan (Província de Siunik)             | |
|                    |               | Vanadzor (Província de Lori)            | |

## Organitzacions polítiques
| Bandera                              | Data          | Ús                                                   | Descripció                                                                                 |
| ------------------------------------ | ------------- | ---------------------------------------------------- | ------------------------------------------------------------------------------------------ |
| Bandera del Daixnak                  | 1890-avui dia | Daixnak o Federació Revolucionària Armènia           | Camp vermell amb el logotip del partit en groc.                                            |
| Bandera del Partit Comunista Armeni  | 1991-avui dia | Partit Comunista Armeni                              | Camp vermell amb el nom del partit Հայաստանի կոմունիստական կուսակցություն sota el logotip. |
| Bandera del Contracte Civil          | 2015-avui dia | Contracte Civil                                      | Camp blau marí amb el logotip del partit envoltat del nom Քաղաքացիական պայմանագիր.         |
| Bandera del Sindicat Nacional Yezidi | 2012-avui dia | Sindicat Nacional Iazidi                             |                                                                                            |
| Bandera de l'ASALA                   | 1975-1988     | Exèrcit Secret Armeni per a l'Alliberament d'Armènia | Bandera amb el logotip del partit.                                                         |

## Diàspora armènia
| Bandera                                     | Data          | Ús                             | Descripció |
| ------------------------------------------- | ------------- | ------------------------------ | --- |
| Bandera d'Armènia occidental                | 2004-avui dia | Armènia occidental             | Bandera adoptada pel Consell Nacional d'Armènia Occidental. |
| Bandera dels armenis a Rússia               | 2004-avui dia | Armenis de Rússia              | Dues franges horitzontals sent blanca la superior i groga la inferior. |
| Bandera d'Artsakh                           | 1992-avui dia | República d'Artsakh            | Bandera d'Armènia a la qual s'hi afegeix un patró blanc esglaonat de cinc dents que comença a cadascuna de les dues vores del vol. Mateixos colors i proporcions que la bandera nacional armènia. |
| Bandera dels armenis de Samtskhé-Djavakheti |               | Armenis de Samtskhé-Djavakheti | Una creu blava descentrada cap al pal i fimbriada de blanc amb els dos quarters superiors de color vermell i els dos inferiors carabasses, emulant la bandera nacional armènia.                   |
| Bandera del poble Hemshin                   |               | Poble Hemshin                  | Armenis de culte sunnita dels districtes turcs de Hemşin i Çamlıhemşin. Una creu blava centrada i un alternativament un quarter de color vermell i un carabassa.                                  |

## Propostes
| Bandera                      | Data      | Ús                                 | Descripció                                                                                               |
| ---------------------------- | --------- | ---------------------------------- | --- |
| Bandera d'Armènia occidental |           | Txerkessogai o armenis circassians | Bandera armènia amb una franja vertical al centre de color verd que conté les fletxes d'Adiguèsia        |
| Bandera d'Armènia occidental | 1918      | Armènia                            | Proposta de bandera de fundador d'una moderna escola nacional de pintura armènia, Martiros Saryan.       |
| Bandera d'Armènia occidental | 1885      | Armenis de França                  | Proposta de bandera del pare Ghevond Alixan per a la diàspora armènia a França.                          |
| Bandera d'Armènia occidental | segle XIX | Armenis de França                  | Segona bandera de la diàspora armènia proposada pel pare Ghevond Alixan (membre de l'Orde Mequitarista). |

## Religioses
| Bandera                           | Data | Ús                          | Descripció                                                                                         |
| --------------------------------- | ---- | --------------------------- | -------------------------------------------------------------------------------------------------- |
| Gran Lògia Orange de Nova Zelanda |      | Església Apostòlica Armènia | Estendard personal de l'actual patriarca Karekin II en que es mostren les inicials Գ i Բ per K II. |